# Fronteira Burundi–Ruanda
A fronteira entre Burundi e Ruanda é a fronteira que separa os territórios da República do Burundi e da República de Ruanda.

## Características

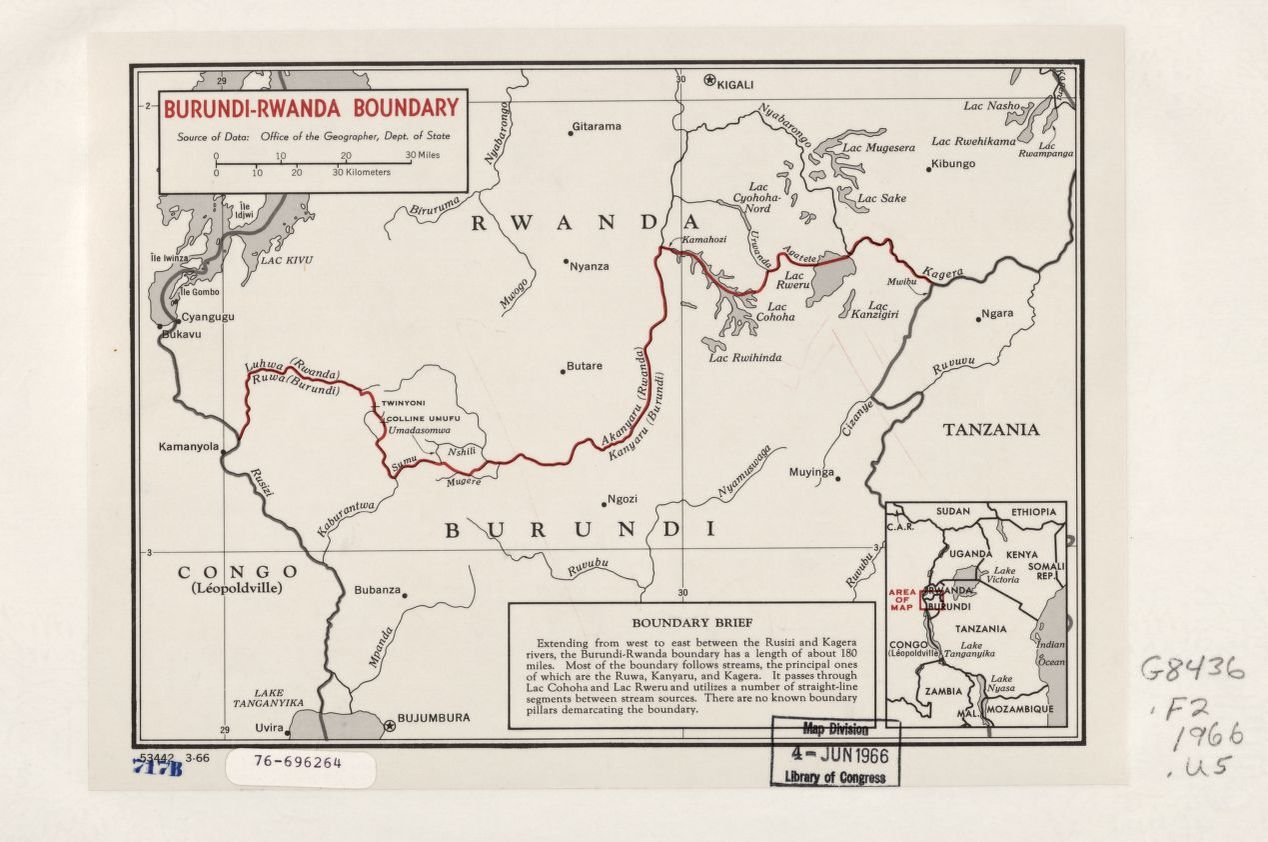
Mapa da fronteira entre Burundi e Ruanda.

A fronteira é a uma linha bem sinuosa de 290 km de extensão, sentido oeste-leste, que separa o norte de Burundi do sul de Ruanda. Começa na tríplice fronteira com a República Democrática do Congo na confluência dos rios Ruzizi e Ruhwa. Grande parte do percurso continua por vários cursos de água, os mais importantes dos quais são os rios Kagera, Alkanyaru e Luhwa e através de dois lagos, o Lago Cyohoha e o Lago Rweru. Também percorre uma série de seções retas entre riachos e termina seu trajeto na tríplice fronteira com a Tanzânia.  
Passa pelo Lago Rweru e nas proximidade das cidades de Ngozi (Burundi) e Butare (Ruanda). De oeste para leste, passa pelas províncias:
- Ruanda: província Oeste, província Sul, província Leste.
- Burundi: Cibitoke, Kayanza, Ngozi, Kirundo, Muyinga, Cankuzo.

Se estende entre duas fronteiras tríplices: no leste Ruanda-Burundi-Tanzânia no rio Kagera; no oeste, dos dois países com a República Democrática do Congo no rio Ruzizi.
Os dois países já formaram juntos um protetorado alemão desde o século XIX, o qual passou ao domínio da Bélgica no fim da Primeira Grande Guerra em 1918. Com a independência em 1962, a colônia se dividiu nessas duas nações.

## Disputas territoriais
Burundi e Ruanda mantêm uma disputa territorial por uma área de dois quilômetros quadrados na Colina Sabanerwa, uma zona cultivada no Vale Rukurazi, onde o rio Kanyaru desviou seu curso para o sul após as fortes chuvas de 1965. Uma disputa territorial semelhante ocorre na cidade burundiana de Ruzo, no município de Giteranyi, na província de Muyinga. Os conflitos transfronteiriços também persistem entre tutsis, hutus, outros grupos étnicos, grupos políticos rebeldes, gangues armadas e várias forças governamentais na região dos Grandes Lagos. 